# Turek (Karkonosze)
Turek (niem. Türkenhübel, 1003 m n.p.m.) – szczyt w Karkonoszach, w obrębie Śląskiego Grzbietu.
Położony w północno-wschodniej części Śląskiego Grzbietu, pomiędzy dolinami Pląsawy na północy i Łomnicy na południu.
Zbudowany z granitu karkonoskiego. Na zboczach nad obu potokami liczne skałki.